# Geldern Austriac
Geldernul Austriac (neerlandeză Österreichisch Gelre, germană Oostenrijks Geldern) a fost un teritoriu din obținut prin partiționarea Geldernului Spaniol prin Tratatul de la Utrecht și ce a făcut parte din Țările de Jos austriece.
Prin Pacea Westfalică de la sfârșitul războiului de optzeci de ani, ducatul Geldern este divizat, cartierul din sud rămânând sub dominație spaniolă, Geldern Spaniol, în timp ce cele trei cartiere din nord formau un stat al Provinciilor Unite. Geldernul Spaniol este la rândul lui divizat în 1713, în urma Războiului pentru Succesiunea Spaniolă ce a dus la schimbarea situației din Țările de Jos spaniole. Pe lîngă teritoriul austriac, Provinciile Unite și Prusia obțin părți ale teritoriului: Staats-Opper-Gelre în cadrul Teritoriilor Generalității și respectiv teritoriul Geldern Prusac. Toate aceste entități vor exista până în anii 1790 când sunt ocupate de trupelor revoluționare franceze și sunt încorporate în Republica Franceză. Teritoriul Geldernului Austriac va face parte din departamentul Meuse-Inférieure.
Geldernul Austriac conținea teritoriul din jurul următoarelor localități din Olanda, din actuala provincie Limburg: Roermond (cel mai important oraș), Herten, Maasniel, Meijel, Nederweert, Swalmen en Asselt, Weert și Wessem. Pe lângă acestea, teritoriul din jurul localităților germane Cruchten și Wegberg aparținea tot de Geldernul Austriac.